# 의성 김씨
의성 김씨(義城金氏)는 경상북도 의성군을 본관으로 하는 한국의 성씨이다. 의성의 고호가 문소인 관계로 혹칭 문소 김씨(聞韶金氏)라고도 한다.

## 역사
초기 족보인 1530년 계축보 부터 1801년 신유보 까지 3백여 년간에 걸쳐 고려 말 태자첨사(太子詹事) 김용비(金龍庇)를 시조로 하고, 관향을 의성으로 하여 세계를 이어왔다. 상계는 실전되어 전하지 않는다고 하였다.
시조 김용비(金龍庇)의 생몰 및 행적은 알려지지 않고 있으나, 신라 경순왕(敬順王) 김부의 후예로 고려 말 공민왕(恭愍王) 때 홍건적이 쳐들어와 공민왕이 안동으로 몽진할 때 의성 일원에서 날뛰는 도적들의 무리를 물리쳐 민심을 수습한 공으로 금자광록대부 태자첨사를 지내고, 사후 향사에 배향되었다고 한다.
후손 동강 김우옹(金宇顒)이 지은 『김용비 비문』에도 “우리 시조는 고려 태자첨사 용비(龍庇)”라 하였다.

### 《김은열 묘지명》 등장
조선 후기 1784년 개성 어느 산기슭에서 우연히 발견되었다는 『김은열 묘지석』을 바탕으로 김노규가 기사(記事)한 《김은열 묘지명》에 935년 경순왕이 고려에 항복 후 낙랑공주 왕씨(樂浪公主 王氏)를 맞이하여 8자(子)를 두었는데, 5자(子)가 김중석(金重錫)이라 한다.
이후 1785년 김은열의 후손이라 자처하는 경주 김씨 김사목이 족보를 수보하면서 《고려평장사 보국대안군 김은열 묘지명》을 추기하였는데, 2자 『굉(鍠)』을 『황(湟)』으로, 3자 『명(鳴)』을 『명종(鳴鍾)』으로 개명하고, 4자 은열(殷說)의 시호를 보국대안군으로 작호하는 등 가필을 심하게 하였다. 이후부터 경주 김씨 일문 족보류에 경순왕의 8자(子)들이 등재되기 시작하였다.
그러나 《김은열 묘지명》에 나오는 경순왕의 8자(子)들은 《고려사》 등의 문헌은 물론이고, 그 어떤 금석문에서도 찾아볼 수가 없다는 것이다. 또 묘지명 형태도 배위 관계 및 생애 등도 누락되어 있고 단지 형제 서차만 기술되어 있을 뿐 완전하지 않다는 것이다.

### 시조 소원
김석(金錫)은 경순왕이 고려에 항복 후 맞아들인 고려 태조의 장녀인 낙랑공주 왕씨 소생의 아들로 고려 태조의 외손인 까닭에 의성군에 봉해졌다고 한다. 후손들이 그를 시조로 소원시키고 의성을 관향으로 삼았다. 김석의 본명은 김중석(金重錫)이라 한다.
이후 김석의 출생에 대해 경순왕의 4자(子)설과 5자(子)설이 대두되기 시작하였고, 《의성김씨족보》·《경주김씨 계림군파족보》·《언양김씨 족보》등에는 경순왕의 4자(子)로 기록하고 있고, 최근 문헌인 《신라김씨 2천년사》·《조선씨족통보》·《동국만성보》·《신라김씨분파연원도》등에는 경순왕 5자(子)로 기록하고 있다.

### 의문점
시조로 소원시킨 김석(金錫)이 의성군 책봉되었다는 점은 시대성을 갖추고 있다고 하더라도, 의성을 본관으로 처음부터 쓰기 시작한 것인지 아니면 후대에 누군가에 의해 쓰이게 된 것인지 불분명하다.
문경공 김안국의 증조부 김통의 묘표에도 의성 김씨는 본래 신라 왕실에서 비롯되었는데, 어느 시대에 의성으로 나뉘었는지 알 수 없다고 하였다.
또 시조로 소원시킨 김석부터 8대까지의 선계인 【석-일-홍술-국-경진-언미-습광-공우】가 불분명 하고, 935년 이후 태어난 김석과 신라 말 진보성 장군을 역임하고 고려 태조에 귀의하여 의성부 성주를 지낸 고려 개국 공신 김홍술과의 관계를 어떻게 설명해야 하는지 의문이다.
역사서에 의성을 본관으로 처음 쓰기 시작한 것이 김용비에 이르러서 부터이다.
또 1720년 《경자보》 에는 3세 홍술이 빠지고 『국-경진-언미-습광』으로 이어지는 4대가 첨가되어 있는데, 구보인 《종파보》는 이러한 현상에 대해 『착오가 두려워 세계 속에 편입시키지 않는다.』는 태도를 취하였다.
《경신보》에도 시조 김석부터 김공우 대까지의 상계를 연결하면서 선조대의 예를 보더라도 올바르게 연결 했는지 모르겠으며, 중간대의 순서가 의심스럽고 의성군 석으로부터 공우 선조 대까지 계산해볼 때 잘못이 없는지 두렵다고 하였다.

## 본관
의성은 경상북도 중앙부에 위치한 고장으로 삼한시대에 소문국이었다. 그 후 185년(신라 벌휴왕 2) 신라에 병합되어 소문군이 설치되었다. 757년(경덕왕 16) 문소군로 개칭되었다. 940년(고려 태조 23)에 일계현과 고구현을 합병해 의성부로 승격되었으나, 1018년(현종 9)에 안동부 속현으로 병합되었다. 1143년(인종 21)에 의성현이 되었으며, 1199년(신종 2)에 강등되어 감무가 파견되었다. 충렬왕 때 대구부에 합병하였다가, 조선시대에 다시 복현하여 의성현으로 유지하였다. 1895년(고종 32) 지방제도 개정으로 대구부 의성군이 되었고, 1896년 경상북도 의성군이 되었다. 1940년에 의성면이 읍으로 승격되었다.

## 인물

### 고려
- 김홍술(金弘述): 일명 김홍술(金洪述), 의성 성주, 고려 개국 공신, 삼한벽상공신, 의성군에 봉해짐, 충사 배향, 일파를 이룸[4]
- 김용비(金龍庇): 고려 말 공민왕 때 추절보절공신, 금자광록대부 태자 첨사, 의성군에 봉해짐
- 김의(金宜): 김용비의 큰아들. 고려 때 전리좌랑[5]
- 김춘(金椿): 전리좌랑 김의의 아들, 평장사
- 김태권(金台權): 전리좌랑 김의의 손자, 좌사윤
- 김거두(金居斗): 좌사윤 김태권의 큰아들, 태조 2년(1393) 10월에 경주부사에 임명되어 『삼국사기』 중간본 발문을 지음, 만년에 안동의 풍산현에 거주하여 그 뒤 자손들이 안동에 세거함
- 김거익(金居翼): 좌사윤 김태권의 작은아들, 정당문학, 고려 왕조가 망하자 부여로 낙향 은거함, 조선 개국 후 우의정을 제수 받았으나 사양함
- 김지선(金之宣): 김용주의 증손, 고려 때 보문각 대제학을 지내고 설성에 세거하면서 크게 번창함
- 김원(金源): 대제학 김지선의 아들, 고려조 무과 급제, 상장군, 시호 문원(文元),
- 김신주(金臣株): 상장군 김원의 아들, 사재감정
- 김굉(金紘. ?~1374): 고려 후기 무신, 홍건적의 침입 때 공을 세움, 전라도도순어사 경상도도순문사로 합포를 진수하는데 탐오와 학정을 일삼음, 공민왕 23년(1374) 왜구가 합포를 습격하여 고려 사졸 5,000여 명이 전사하자 책임을 물어 주살함
- 김영(金英): 태자 첨사 김용비의 셋째 아들, 찬성사
- 김광부(金光富. ?~1379): 찬성사 김영의 아들, 공민왕 11년(1362) 홍건적이 개경을 침공하자 이를 수복한 공으로 1363년 2등 공신에 책록, 계림윤, 합포 도순문사를 역임, 우왕 5년(1379) 영남순문사 겸 합포도원수合로서 침입한 왜구와 싸우다가 가수현(지금의 경남 합천군 삼가면) 서정(西亭)에서 전사, 병조판서·순성보리공신으로 추증되고, 의성군에 봉해짐
- 김로(金路): 도순문사 김광부 아들, 고려 말 조선 전기 문신, 호 석포, 사농경, 증호조판서
- 김용초(金用超. ?~1406): 충정왕 때 문과 급제, 공양왕 2년(1390) 밀직부사로서 정도전 등과 왜구를 평정, 조선 개국원종공신, 호남도병마도절제사 및 충청도병마도절제사･관찰사, 김천시 부항면 유촌리 기거
- 김용필(金龍弼): 김용비의 아우, 수사공(守司空), 의성군에 봉해짐. 일파를 이룸
- 김자지(金子祉): 수사공 김용필의 현손, 판개성부윤
- 김성단(金成丹): 상서 김경염의 5대손, 문하찬성사, 고려 말 왕조의 멸망을 예견하고 의성으로 낙향하여 은거, 일파를 이룸
- 김연(金曣): 일명 김연일(金燕日). 충목왕 때 지평을 역임, 일파를 이룸
- 김존성(金存誠): 지평 김연의 아들, 공민왕 11년(1362) 고려 문과 급제, 예의판서 역임

### 조선

#### 첨사공파(詹事公派)
- 김영렬(金英烈): 조선 전기 무신, 상서 김굉(金紘)의 아들, 호 맹암, 시호 양소, 태조 4년(1395) 경기우도수군첨절제사, 조선 정종|정종]](1400) 지삼군부사로 있을 때에 2차 왕자의 난을 평정하고 태종을 왕위에 오르게 한 공으로 1401년 익대좌명공신 3등에 책록됨, 의성군에 봉작되고 우의정에 증직됨, 장성군 진원면 학림사 배향. 장성군 황룡면 옥정리 옥산사 및 예천군 왕신리 신천서원에 제향
- 김효손(金孝孫): 조선 전기의 문신, 판서 김존성의 아들, 태조 2년(1393) 문과 급제, 형조·예조참판, 사헌부 대사헌 역임
- 김숙검(金叔儉): 도순문사 김광부의 손자, 태종 17년(1417) 식년시 급제, 사간원 정언, 홍문관 직제학, 부지승문원사, 인천지군사, 원종공신 2등 녹훈
- 김희삼(金希參): 조선 중기의 문신·학자, 호 칠봉, 중종 35년(1540) 문과 급제, 사옹원정·삼척부사·통정에 오름, 아들 우홍·우굉·우용·우옹 4형제가 효우로 이름이 알려짐, 이조판서에 추증되고 천곡의 향현사에 제향
- 김제민(金齊閔): 조선 중기의 문신, 호 오봉, 시호 충강, 일제 이항의 문인, 선조 때 문과 급제, 순창군수, 임진왜란 때 아들 3형제와 함께 의병을 모집하여 의병장으로 출전, 이조판서 추증, 장성 오산창의사와 정읍 도계서원에 제향
- 김성일(金誠一):  조선 중기의 문신, 호 학봉, 시호 문충, 1590년 일본에 통신부사로 파견되어 보고할 때 정사 황윤길은 '왜가 반드시 침입할 것'이라 보고하자, 이와 달리 '왜가 군사를 일으킬 기색은 보이지 않는다.'고 주장, 임진왜란이 일어나자 이전 보고에 대한 책임으로 파직되었으나 유성룡등의 간청으로 경상우도 초유사에 임명, 1593년 4월 경상우도 순찰사를 겸해 도내 각 고을에 왜군에 대한 항전을 독려하다 전염병으로 죽음, 이조판서 추증, 안동 호계서원, 의성 빙계서원에 제향
- 김우굉(金宇宏. 1524~1590): 부사 김희삼의 아들, 조선 명종~선조 때의 문신. 이황의 문인, 대사성ㆍ부제학을 지냄
- 김우옹(金宇顒): 조선 중기의 문신·학자, 부사 김희삼의 아들, 호 동강, 시호 문정, 남명 조식 문인, 1567년 식년문과 급제, 사가독서, 대사성, 예조참판, 이조판서 추증, 청주 봉계서원, 성주 회연서원에 제향
- 김용(金涌): 선조 때 과거 급제, 검열, 임진왜란 때 안동에서 의병 규합 항쟁, 이조좌랑, 광해군 때 태상사정 《선조실록》 수찬
- 김응택(金應澤. 1551~1597): 임진왜란 의병. 사직 김중손의 현손, 울산 서생포(西生浦)에서 적과 싸우다 순국
- 김지수(金地粹. 1585~1639): 조선 중기의 문신, 호 태천·천태산인, 시호는 정민, 예조정랑 김제민의 손자, 1616년 증광 문과 급제, 광해군 때 폐모론에 반대하다 부령으로 귀양, 인조반정 예·병조의 낭관을 지냄, 1626년 서장관으로 정사 김상헌을 따라 명나라에 가서 〈조천록〉을 지음, 1628년 종성부사에 이르렀으나, 그 뒤 송광유 옥사에 연루되었다가 풀려나 고향 전라도 고부로 내려가 천태산에 은거, 도계서원에 배향
- 김상환(金尙煥): 현종 10년(1669) 식년 문과 급제, 감찰을 지냄
- 김성구(金聲久. 1641~1707): 조선 후기의 문신, 부제학 김우굉의 후손, 지평·정언·대사성을 거쳐 강원도관찰사를 지냄
- 김연동(金鉛東): 관찰사 김성구의 증손, 정조 때 문과 급제, 관찰사·승지·대사헌을 역임, 순조 때 천주교도로 몰려 유배됨
- 김흥락(金興洛): 한말 유학자, 호 서산, 김성일 주손, 유일로 천거되어 인릉참봉, 사옹원주부, 경상도도사, 사헌부지평, 승정원우부승지, 영해부사에 임명됨

#### 수사공파(守司空派)
- 김호지(金好智): 사재감부정, 봉정대부 함흥소윤
- 김통(金統): 조선 전기 문신, 함흥소윤 김호지의 둘째 아들, 세종 17년(1435) 식년 문과에 급제하여 집현전 정지가 되고, 세종 29년(1447) 문과중시에 급제하여 부교리가 되고, 사간원정언·성균관직강을 지냄, 예조정랑 때 영릉의 제사를 소홀히 하여 탄핵을 받아 면직됨, 삼화(三和)로 분적
- 김익령(金益齡): 성천 부사, 예조 판서에 추증됨
- 김연(金璉): 예빈시 참봉, 우찬성에 추증됨
- 김안국(金安國): 조선 전기 문신·학자, 호 모재, 시호 문경, 김굉필의 문인, 조광조·기준 등과 사귐, 사림파 학통을 계승, 예조판서, 대사헌, 기묘사화에 연루되어 화를 당함, 사대부 출신 관료로 주자학적 윤리도덕 규범을 실천하고 보급하기 위해 애씀, 인종 묘정 배향, 평안도 용강 사액 오산서원, 여주 기천서원, 이천 설봉서원, 의성 빙계서원에 제향
- 김정국(金正國): 조선 중기 문신, 호 사재, 시호 문목, 성리학자, 기묘사화에 연루되어 화를 당함, 병조참의·공조참판·경상관찰사·동지돈녕부사, 사후 이조판서 양관 대제학 추증, 고양 문봉서원, 연천 임강서원에 제향
- 김여부(金汝孚): 조선전기 문신, 김안국의 둘째 아들로, 1549년 식년 문과에 급제하여 홍문관에 들어갔으나, 인물이 경박하고 출세에 급급하여 가정의 교훈을 따르지 않아 숙부 김정국이 우리 형제의 뒤를 이을 만한 자식이 없음을 한탄하였다. 이 때에 와서 외척 윤원형에게 붙으니 김정국의 말이 그대로 들어맞았다. 관직이 전한에 이름
- 김요립(金堯立): 조선전기 문신, 1580년 별시 문과 급제, 사복시첨정, 장악원정, 사성, 상의원정, 종부시정 역임, 시와 서화에 뛰어나 선조가 글씨가 훌륭하고 그림을 잘 그리는 학자라 하여 「선서재자선화학사(善書才子善畵學士)」의 8자를 써서 내려주었다고 한다.
- 김굉(金㙆): 조선후기 문신, 대산 이상정의 문인, 정조 1년(1777) 문과 급제, 전적·지평·단양군수·세자시강원문학·예조참판을 역임
- 김진형(金鎭衡): 조선 후기의 문신, 철종 때 홍문관 교리, 함경도 명천에 유배되었다가 다시 방면되어 귀환하는 왕복의 기록을 담은 가사 《북천가》를 지음
- 김영수(金永銖): 조선 말기 문신, 초명은 김진수(金進銖), 승훈랑, 장기군수

### 근·현대
- 김창숙(金昌淑): 호 심산, 일제 강점기 독립운동가, 대한민국 정치가, 성균관대학교 창립, 건국훈장 대한민국장 수여
- 김동삼(金東三): 호 일송, 일제 강점기 독립운동가
- 김정식(金政植): 독립운동가 (건국훈장 애족장)[6][7][8]
- 김명윤: 변호사, 정치인(제5·9·15대 국회의원)
- 김재춘(金在春): 육군 준장, 중앙정보부장, 무임소장관, 국회의원
- 김용래(金庸來): 경기도지사, 총무처장관, 서울시장 등을 역임한 관료
- 김창근(金昌槿): 육군 장교, 국회의원, 교통부장관[9]
- 김중위(金重緯): 교육자, 언론인, 정치인(제12대~15대 국회의원)
- 김원웅(金元雄): 정치인(제14·16·17대 국회의원), 제21대 광복회 회장 역임
- 김의승(金意承): 제18대 서울특별시 행정1부시장
- 김낙순(金洛淳): 정치인(제17대 국회의원)
- 김희선(金希宣): 정치인(제16·17대 국회의원)
- 김윤주(金潤周): 기초단체장(민선2·3·5·6기 군포시장
- 김병준: 대학 교수 출신 정치인
- 김병주(金炳周):육군대장, 한미연합사 부사령관, 정치인(제21~22대 국회의원)

## 분파
- 첨사공파: 파조 김용비
  - 송호공파(=정랑공파)
  - 상서공파
  - 예빈경공파
  - 전서공파
  - 문학공파
  - 평장사공파
  - 양소공파
  - 남파공파
  - 참판공파
  - 지평공파
  - 전서공파
- 수사공파: 파조 김용필
  - 도사공파
  - 참판공파
    - 찰방공파
    - 문경공파: 모재 김안국 후손
    - 문목공파: 사재 김정국 후손

  - 군수공파
    - 주부공파

  - 승의위공파
- 충의공파: 파조 김용주
  - 문민공파
    - 월헌공파
    - 참의공파
    - 수문공파
    - 맹손공파
    - 한손공파
- 찬성사공파: 파조 김성단
  - 검교공파
  - 주부공파
- 선략장군파: 파조 김흥
  - 군수공파
  - 교리공파

## 항렬자
- 대동항렬

| 口락(洛) 口영(永) 口호(浩) 口태(泰) 口연(淵) 口한(漢) | 모(模) 병(秉) 동(東) 식(植) 림(林) 상(相) | 口환(煥) 口현(炫) 口형(衡) 口희(熙) 口섭(燮) 口창(昌) 口노(魯)\|\|시(時) 규(奎) 규(逵) 재(在) 훈(勳) 중(重) 성(聲)\|\|口종(鍾) 口호(鎬) 口용(鏞) 口수(銖) 口선(善) 口구(九) 口현(鉉)\|\|수(洙) 원(源) 택(澤) 태(泰) 순(淳) 하(河)\|\|口권(權) 口목(穆) 口근(根) 口래(來) 口직(稷) 口영(榮)\|\|헌(憲) 엽(燁) 형(炯) 훈(勳) 희(熙) 덕(德) 덕(悳)\|\|口규(圭) 口혁(赫) 口규(珪) 口주(周) 口재(裁) 口은(垠)\|\|건(鍵) 옥(鈺) 일(鎰) 전(銓) 련(鍊)\|\|口용(溶) 口제(濟) 口해(海) 口준(浚) 口홍(洪)\|\|병(柄) 정(楨) 화(和) 수(秀) 빈(彬)\|\|口영(榮) 口병(炳) 口엽(燁) 口문(文) 口도(道)\|\|건(建) 배(培) 균(均) 달(達) 중(中) |

## 같이 보기
- 광주 김씨
- 고령 김씨
- 개성 김씨
- 설성 김씨

## 조선 왕실과의 인척 관계
- 이지(광해군의 장남)사위 김문거

## 인구
- 2000년 253,309명
- 2015년 287,469명